# Фугетта
Фугетта (итал. fughetta — «маленькая фуга») — небольшая и относительно несложная с точки зрения композиции фуга.
По своей структуре фугетты схожи с «большими» фугами, однако менее масштабны. Если экспозиция, как правило, присутствует в полном виде, то развивающий раздел может быть краток и ограничиваться интермедией, а завершающая часть нередко ограничивается одним проведением темы. Тем не менее чёткой границы между фугой, фугеттой и так называемой «маленькой фугой» провести нельзя.
Фугетты обычно пишутся для органа или фортепиано, хотя встречаются и другие исполнительские составы. Это может быть как самостоятельная пьеса, так и часть цикла или более крупного целого (в этом случае она близка к фугато). Среди известных циклов и сборников — прелюдии и фугетты Баха (BWV 899—902), шесть фугетт Генделя для органа и клавесина, «Семь пьес в форме фугетт» Шумана.
В XVII—XVIII веках фугетта часто использовалась как форма обработки хоральных мелодий. Сам термин возник в музыке позднего барокко. Вероятно, впервые он был использован И. С. Бахом применительно к его хоральным обработкам для органа, опубликованным в 1739 году в третьей части «Клавирных упражнений».
В творчестве композиторов XIX—XX веков фугетта встречается значительно реже. В XX веке фугетта получила широкое распространение в репертуаре, предназначенном для педагогических целей, в частности, у Майкапара и Гедике.